# Peter Parros
Peter Parros (ur. 11 listopada 1960 w Brooklynie) – amerykański aktor telewizyjny i filmowy, scenarzysta, producent filmowy.

## Życiorys

### Wczesne lata
Urodził się w nowojorskim Brooklynie. Dorastał w Los Angeles i Salt Lake City. Zainteresował się przemysłem filmowym i aktorstwem, po odbyciu pracy w firmie, która stworzyła specjalne efekty miniatury. Podczas wywiadu, stwierdził: „Nie przyciągnęły mnie szekspirowskie role. I nie będę czarnym Arnoldem Schwarzeneggerem”.

### Kariera
Początkowo występował wyłącznie w teatrze. Ostatecznie w 1984 roku otrzymał swoją pierwszą rolę telewizyjną Michaela, kuzyna Tootie, w sitcomie NBC Fakty z życia (The Facts of Life). W czwartym i ostatnim sezonie serialu NBC Nieustraszony (Knight Rider, 1985–86) występował regularnie jako 'RC3' Reginald Cornelius III, nowy mechanik, a czasami partner Michaela Knighta (David Hasselhoff), który pracował nad KITT.
Debiutował na dużym ekranie w komedii sci-fi Marthy Coolidge Prawdziwy geniusz (Real Genius, 1985) z Valem Kilmerem. Był w obsadzie dwóch oper mydlanych CBS: Żar młodości (The Young and the Restless, 1986–87) jako Leo Baines i As the World Turns (1996–2005) jako dr Benjamin „Ben” Robert Harris.
Napisał także scenariusz do kilku odcinków serialu NBC The New Adam-12, w którym grał postać oficera Gusa Granta w latach 1989–1991.

### Życie prywatne
W 1995 roku poślubił aktorkę Jerri Morgan. Mają dwójkę dzieci: córkę Petrę (ur. 28 października 1992) i syna Claytona (ur. 11 grudnia 1990).

## Wybrana filmografia

### Filmy fabularne
- 1985: Prawdziwy geniusz (Real Genius) jako Air Force SP przy bramie
- 1986: A Little Off Mark jako Mark
- 1987: Umrzeć z honorem (Death Before Dishonor) jako James
- 1988: Ladykillers (TV ABC) jako Zak
- 2007: The Weekend jako ojciec Jacoba

### Seriale TV
- 1984: Fakty życia (The Facts of Life) jako Michael
- 1985–86: Nieustraszony (Knight Rider) jako 'RC3' Reginald Cornelius III
- 1986–87: Żar młodości (The Young and the Restless) jako Leo Baines
- 1989: Jeden plus dziesięć (1st & Ten)
- 1989: Star Trek: Następne pokolenie (Star Trek: The Next Generation) jako oficer
- 1989: 227 jako roznosiciel pizzy
- 1990: Adam-12 jako oficer Gus Grant
- 1992: Kroniki Seinfelda (Seinfeld) jako oficer
- 1992: Santa Barbara jako Dane
- 1994: Krok za krokiem (Step by Step) jako George
- 1994–95: Tylko jedno życie (One Life to Live) jako dr Ben Price
- 1996: Oblicza Nowego Jorku (New York Undercover) jako Stan
- 1996–2005: As the World Turns jako dr Benjamin „Ben” Robert Harris
- 2005: CSI: Kryminalne zagadki Miami (CSI: Miami) jako James Johnson
- 2007: Kości (Bones) jako oficer przy scenie
- 2008: Prawo i porządek (Law & Order) jako sędzia Matthew Alden
- 2009–2010: As the World Turns jako dr Benjamin „Ben” Robert Harris
- 2010: Bananowy doktor (Royal Pains) jako Ted Phillips
- 2011: Castle jako dr Rex Colabro